# Pseudoterinaea nigerrima
Pseudoterinaea nigerrima är en skalbaggsart som beskrevs av Stefan von Breuning 1964. Pseudoterinaea nigerrima ingår i släktet Pseudoterinaea och familjen långhorningar. Inga underarter finns listade i Catalogue of Life.